# جيمس كيلي (لاعب كرة قدم أمريكي)
جيمس كيلي (بالإنجليزية: James Kelly)‏ هو لاعب كرة قدم أمريكي، ولد في 12 أغسطس 1993 في آن آربر في الولايات المتحدة. لعب مع Marshall Thundering Herd ‏.

## روابط خارجية
- جيمس كيلي على موقع كرة السلة الأوروبية.كوم (الإنجليزية)
- جيمس كيلي على موقع كلية كرة السلة في سبورتس رفرنس.كوم (الإنجليزية)
- جيمس كيلي على موقع ريلجم (الإنجليزية)